# ボニフェス・ムチェル・ツムティ
ボニフェス・ムチェル・ツムティ（Boniface Mucheru Tumuti、1992年5月2日 ‐ ）は、ケニア・ライキピア出身の陸上競技選手。専門はハードル競走の400mハードル。自己ベストは47秒78のケニア記録保持者。2016年リオデジャネイロオリンピックの銀メダリストである。

## 経歴
2015年8月、北京世界選手権男子400mハードルに48秒92の自己ベストを持って臨むと、予選を48秒79の自己ベスト、準決勝はエリック・ケターの持つケニア記録（48秒24）に迫る48秒29で通過。ニコラス・ベットとともに、この種目でケニア勢22年ぶりの決勝に進出した。決勝はニコラス・ベットが47秒79のケニア新記録で優勝を飾る中、ツムティは準決勝のタイムに迫る48秒33をマークして5位に入った。
2016年8月、リオデジャネイロオリンピック男子400mハードル予選を48秒91、準決勝を48秒85で通過。Aron Koechとともに、この種目でケニア勢初の決勝に進出した。迎えた決勝では先頭を走るカーロン・クレメントをフィニッシュ直前で追い詰めるも0秒05届かず、惜しくも優勝を逃したが、昨年の北京世界選手権でニコラス・ベットがマークした47秒79を更新する47秒78のケニア新記録を樹立して銀メダルを獲得した。これによりツムティは、1972年ミュンヘンオリンピック男子400mで銅メダルを獲得したジュリアス・サング、1992年バルセロナ大会男子400mで銀メダルを獲得したサムソン・キトゥールに次ぐ、ケニア史上3人目のオリンピック男子短距離種目メダリストとなった。

## 自己ベスト
記録欄の（　）内の数字は風速（m/s）で、+は追い風、-は向かい風を意味する。
| 種目         | 記録   | 年月日        | 場所             | 備考       |
| 屋外         | 屋外   | 屋外          | 屋外             | 屋外       |
| ------------ | ------ | ------------- | ---------------- | ---------- |
| 400m         | 45秒07 | 2014年8月12日 | マラケシュ       |            |
| 110mハードル | 14秒68 | 2010年8月28日 | ナイロビ         |            |
| 400mハードル | 47秒78 | 2016年8月18日 | リオデジャネイロ | ケニア記録 |

## 主要大会成績
- 備考欄の記録は当時のもの

| 年   | 大会                      | 場所             | 種目    | 結果     | 記録             | 備考                     |
| ---- | ------------------------- | ---------------- | ------- | -------- | ---------------- | ------------------------ |
| 2010 | 世界ジュニア選手権        | モンクトン       | 400m    | 予選     | 48秒85           |                          |
| 2010 | 世界ジュニア選手権        | モンクトン       | 400mH   | 8位      | 52秒16           |                          |
| 2010 | 世界ジュニア選手権        | モンクトン       | 4x400mR | 予選     | 3分12秒18 (4走)  |                          |
| 2010 | アフリカ選手権 (en)       | ナイロビ         | 400mH   | 予選     | 51秒94           |                          |
| 2012 | アフリカ選手権 (en)       | ポルトノボ       | 400mH   | 2位      | 49秒45           |                          |
| 2012 | アフリカ選手権 (en)       | ポルトノボ       | 4x400mR | 3位      | 3分04秒12 (3走)  |                          |
| 2012 | オリンピック              | ロンドン         | 400mH   | 予選     | 50秒33           |                          |
| 2012 | オリンピック              | ロンドン         | 4x400mR | 予選     | DQ (3走)         |                          |
| 2014 | 世界リレー (en)           | ナッソー         | 4x400mR | B決勝7位 | 3分05秒81 (4走)  |                          |
| 2014 | 英連邦競技大会 (en)       | グラスゴー       | 400mH   | 6位      | 49秒99           |                          |
| 2014 | 英連邦競技大会 (en)       | グラスゴー       | 4x400mR | 予選     | DQ (4走)         |                          |
| 2014 | アフリカ選手権 (en)       | マラケシュ       | 400m    | 3位      | 45秒07           | 自己ベスト               |
| 2014 | アフリカ選手権 (en)       | マラケシュ       | 4x400mR | 3位      | 3分07秒35 (4走)  |                          |
| 2014 | コンチネンタルカップ (en) | マラケシュ       | 4x400mR | 優勝     | 3分00秒02（1走） | アフリカ大陸代表         |
| 2015 | 世界選手権                | 北京             | 400mH   | 5位      | 48秒33           | 準決勝48秒29：自己ベスト |
| 2015 | 世界軍人体育大会 (en)     | 聞慶             | 110mH   | 予選     | DNF              |                          |
| 2015 | 世界軍人体育大会 (en)     | 聞慶             | 400mH   | 3位      | 49秒91           |                          |
| 2015 | 世界軍人体育大会 (en)     | 聞慶             | 4x400mR | 予選     | DQ (1走)         |                          |
| 2016 | アフリカ選手権 (en)       | ダーバン         | 400mH   | 優勝     | 49秒20           |                          |
| 2016 | アフリカ選手権 (en)       | ダーバン         | 4x400mR | 2位      | 3分04秒25 (1走)  |                          |
| 2016 | オリンピック              | リオデジャネイロ | 400mH   | 2位      | 47秒78           | ケニア記録               |